# Dalia Miniataitė
Dalia Miniataitė (* 13. Juli 1961) ist eine litauische Politikerin, ehemalige Vizeministerin für Landwirtschaft Litauens.

## Leben
Nach dem Abitur von 1968 bis 1979 an der 22. Mittelschule Vilnius  absolvierte sie 1984 das Diplomstudium der Wirtschaftsgeographie an der Wirtschaftsfakultät der Universität Vilnius. Von 1989 bis 1991 war sie Aspirantin und von 1984 bis 1992 wissenschaftliche Mitarbeiterin am Institut für agrarische Wirtschaft Litauens. Von 2001 bis 2004 war sie stellvertretende Landwirtschaftsministerin Litauens, seit 2009 ist sie Kanzlerin und Sekretärin im Landwirtschaftsministerium.